# فيلنا (ألبرتا)
فيلنا (بالإنجليزية: Vilna, Alberta)‏ هي قرية تقع في كندا في ألبرتا. يقدر عدد سكانها بـ 249 نسمة ومساحتها 0.90 كم2 وترتفع عن سطح البحر 640 متر.